# Ansaldo Doria
Ansaldo Doria (* zu Beginn des 12. Jahrhunderts in Genua) war ein genuesischer Staatsmann und gilt als Stammvater des Geschlechts der Doria. Sein Vater hieß womöglich Genoaldo.
Zwischen der Jahren 1134 bis 1160 diente er mehrmals als Konsul Genuas. Während seiner Amtszeit im Jahre 1147 wurde er dazu bestimmt, zusammen mit drei Co-Konsulen, eine Armee gegen die Almoraviden in Almería, im Süden der Iberischen Halbinsel anzuführen. Genua wurde von Papst Eugen III. aufgefordert, die Befreiung der Stadt aus muslimischer Kontrolle zu unterstützen. Unter der Führung Kastiliens wurde die Stadt drei Monate lang vom August bis zum 17. Oktober 1147 belagert und schließlich erobert.
Zusammen mit Guglielmo Vento wurde er im Jahr 1157 ins Königreich Sizilien geschickt, um dort einen Vertrag mit König Wilhelm I. zu schließen. Das Ziel des Vertrages bestand darin, dass genuesische Interessen in Süditalien beschützt werden, als auch das ihr Zugang zu wichtigen Häfen, wie die bei Messina und Palermo gesichert seien. Diese Versprechen wurden unter der Bedingung, dass genuesische Waren verzollt werden, genehmigt.
Nach 1174 gibt es keine weiteren Aufzeichnungen von Ansaldo, und es ist unklar bis wann er danach lebte. Er hatte drei Söhne: Enrico, Guglielmo, und Simone. Obwohl mehrere Ahnenforscher angeben, dass er mit Anna Grimaldi, Tochter von Niccolò, verheiratet gewesen sei, gibt es keine aus der Zeit stammenden Dokumente, die dies beweisen.